# Långtjärnen (Brunskogs socken, Värmland, 662912-133622)
Långtjärnen är en sjö i Arvika kommun i Värmland och ingår i Göta älvs huvudavrinningsområde.